# ركن الدين غورسانجي
رکن الدين غورسانچي وذُكر باسم عورسانحي أو أعورسانسي أو أغورسایسی أو أعورسایسی أو أغورسایی كان حاكما للعراق في عهد السطان محمد خوارزم شاه الثاني. هو ابن محمد خوارزم شاه الثاني والأخ الأصغر لجلال الدين منكبرتي. ولد 601 هـ ولقى حتفه 619 هـ.